# C/1968 Q2 Honda
C/1968 Q2 Honda è una cometa non periodica scoperta il 30 agosto 1968 dall'astrofilo giapponese Minoru Honda: questa fu la dodicesima ed ultima cometa scoperta o coscoperta da Honda. La cometa segue un'orbita parabolica e ha un'inclinazione retrograda.